# 中国人民政治协商会议章程
《中国人民政治协商会议章程》由中国人民政治协商会议全国委员会全体会议通过，中国人民政治协商会议全国委员会和地方委员会按照该章程进行工作。

## 制定
1949年9月27日，中国人民政治协商会议第一届全体会议通过了《中国人民政治协商会议组织法》。
1954年中华人民共和国第一届全国人民代表大会第一次会议颁布了《中华人民共和国宪法》，因而原有的《中国人民政治协商会议组织法》已不完全适合于当前情况。1953年2月中国人民政治协商会议第一届全国委员会第四次会议决议：对《中国人民政治协商会议组织法》加以研究和修改，委托中国人民政治协商会议第一届全国委员会常务委员会来做这项工作。根据该决议，第一届全国委员会常务委员会组织了起草小组，草拟《中国人民政治协商会议章程》。起草小组拟定了《中国人民政治协商会议章程》（草案）。该草案由第一届全国委员会常务委员会第六十四次会议修正通过，提请中国人民政治协商会议第二届全国委员会第一次全体会议审查和决定。1954年12月21日章伯钧在关于《中国人民政治协商会议章程》（草案）的说明中称，“首先需要说明的是名称问题。我们认为‘中国人民政治协商会议组织法’应当改为‘中国人民政治协商会议章程’……”。
1954年12月25日，中国人民政治协商会议第二届全国委员会第一次会议通过《中国人民政治协商会议章程》，这是第一部章程。
1978年3月8日，中国人民政治协商会议第五届全国委员会第一次会议通过《中国人民政治协商会议章程》，这是第二部章程。
1982年12月11日，中国人民政治协商会议第五届全国委员会第五次会议通过《中国人民政治协商会议章程》，这是第三部也是现行章程。
根据1994年3月19日中国人民政治协商会议第八届全国委员会第二次会议通过的《中国人民政治协商会议章程修正案》。
2000年3月11日中国人民政治协商会议第九届全国委员会第三次会议通过的《中国人民政治协商会议章程修正案》。
2004年3月12日中国人民政治协商会议第十届全国委员会第二次会议通过的《中国人民政治协商会议章程修正案》修订。
2018年3月15日中國人民政治協商會議第十三屆全國委員會第一次會議通過的《中國人民政治協商會議章程修正案》修訂。
2023年3月11日中国人民政治协商会议第十四届全国委员会第一次会议通过的《中国人民政治协商会议章程修正案》修订。

## 内容
现行《中国人民政治协商会议章程》共分7个部分：
- 总纲：规定了中国人民政治协商会议的性质作用、根本准则。
- 第一章　工作总则：规定了中国人民政治协商会议全国委员会和地方委员会的主要职能、工作方法。
- 第二章　组织总则：规定了中国人民政治协商会议全国委员会和地方委员会的组织关系、组成方法、权利义务。
- 第三章　委员：
- 第四章　全国委员会：规定了中国人民政治协商会议全国委员会的组成、全体会议的职权、常务委员会的组成和职权等内容。
- 第五章　地方委员会：规定了中国人民政治协商会议地方委员会的设立条件、组成、全体会议的职权、常务委员会的组成和职权等内容。
- 第六章　会徽[11]